# Никола Ценов
Никола (Николай) Ценов е български търговец, общественик и деятел на Българското книжовно дружество.
Роден е през първата половина на 19 век в Сливен. След Руско-турската война от 1828 – 1829 г. се мести със семейството си в Браила, където се занимава с търговия и банкерство и натрупва значително състояние. Подпомага духовния живот на българската емиграция в Браила, издържа българското училище в града и подпомага издаването на български вестници.
Морално и материално подпомага и Българското книжовно дружество, за чийто председател на настоятелството е избран за периода 1869 – 1876 г. В първото настоятелство са избрани още Василаки Михайлиди, Петраки Симов, Костаки Попович и Стефан Берон.
Никола Ценов съхранява архива и библиотеката на Дружеството и след преместването на седалището му от Браила в София, по искане на Марин Дринов, в края на 1878 година, ги предава със съдействието на Тодор Икономов на българската държава.
Ценов подпомага и родния си град Сливен, като снабдява училищата в града с книги, учебни пособия и оборудване за физико-химически кабинет (1873).
Съпругата на Никола Ценов, Иванка Н. Ценова, също има обществен принос, като основава през 1876 г. женско дружество за подпомагане на българите, пострадали по време на Априлското въстание.
Никола Ценов почива в Браила, като датата и годината на смъртта му са неизвестни.